# Sadetin Limani
Sadetin Limani (ur. 29 września 1954 w Szkodrze) – albański tłumacz. Dokonał przekładów na język albański utworów autorstwa Rainera Marii Rilkego, Karla Poppera, Ipka Çalishli, Orhana Kemala i Konfucjusza.